# 立方半八面体
立方半八面体（りっぽうはんはちめんたい、Cubohemioctahedron）とは、一様多面体の一種で、立方八面体の正三角形の面を削り3枚の正三角形にしたものである。この正三角形は立方八面体の赤道面である正六角形を形作る。またこの立体は（非凸なものを含む場合の）準正多面体でもある（ただし、英語版Wikipediaでは準正多面体として扱われておらず、代わりにHemipolyhedronの一種とされる）。

## 性質
- 構成面: 正方形 6枚、正六角形 4枚、計10枚
- 辺: 24
- 頂点: 12
- 頂点形状: 4, 6, 4/3, 6（4,6,4,6が蝶ネクタイ型に交差する）
- ワイソフ記号: 4/3 4 | 3
- 枠: 立方八面体
- 双対: Cubohemioctacron（無限遠点を含む）
- 外接球半径: 一辺を2とすると 2

## 同じ枠を持つ立体
- 立方八面体
- 八面半八面体